# Achraf Essikal
Achraf Essikal (3 januari 1986) is een Belgische voetballer die onder contract staat bij KRC Mechelen. 

## Statistieken
| seizoen | club                        | land   | competitie    | wed | goals |
| ------- | --------------------------- | ------ | ------------- | --- | ----- |
| 2005/06 | Royale Union Saint-Gilloise | België | Tweede klasse | 6   | 0     |
| 2006/07 | Royale Union Saint-Gilloise | België | Tweede klasse | 7   | 0     |
| 2007/08 | KSK Ronse                   | België | Derde klasse  | 28  | 0     |
| 2008/09 | KSK Ronse                   | België | Tweede klasse | 34  | 0     |
| 2009/10 | FCV Dender EH               | België | Tweede Klasse | 7   | 0     |
| 2010/11 | FCV Dender EH               | België | Tweede Klasse | 0   | 0     |
| 2011/12 | KV Oostende                 | België | Tweede Klasse | 25  | 1     |
| 2012/13 | FC Brussels                 | België | Tweede Klasse | 1   | 0     |
|         |                             |        | Totaal        | 108 | 1     |

Laatst bijgewerkt 25-08-12